# المواهبي

## المواهبي
هو أحمد بن محمد بن عبد الجليل بن أبي المواهب بن عبد الباقي الدمشقي الملقب ب المواهبي ولد في دمشق ودرس الفقه والعلوم عن والده الشهير ب محمد ابي المواهب واشتهر بالفقه وعلوم القرآن والتفسير. عاش بدمشق في الفترة 1124 هـ - 1172 هـ.